# هفت مبارز کوچک دلیر
هفت مبارز کوچک دلیر (انگلیسی: Seven Little Valiant Fighters) یک فیلم گمشده در ژانر رزمی است که در سال ۱۹۶۲ منتشر شد. از بازیگران آن می‌توان به جکی چان و سامو هونگ اشاره کرد.